# Malcolm K. Hughes
Malcolm K. Hughes est mésoclimatologue et professeur titulaire de dendrochronologie au Laboratoire de recherche de l'Université de l'Arizona,,,.

## Parcours scolaire
Malcolm Hughes nait à Matlock, Derbyshire, en Angleterre, et obtient un doctorat en écologie de l'Université de Durham.

## Carrière et recherche
Depuis 1998, il est membre de l'Union américaine de géophysique. Ses recherches portent sur la nature de la variabilité climatique, en se concentrant spécifiquement sur les échelles de temps allant des années aux siècles. Il utilise des enregistrements naturels tels que les cernes des arbres,,,,.
Il étudie des zones géographiques telles que l'Europe, l'Asie et la Sierra Nevada. En plus des anneaux de croissance des arbres, il utilise des carottes de glace, des sédiments laminés et l'enregistrement historique des températures pour aider à comprendre les climats passés,,,,. En 1998, il est co-auteur avec Michael E. Mann et Raymond S. Bradley (en) d'un article qui a produit la première reconstruction de champ climatique (CFR) basée sur des vecteurs propres incorporant plusieurs ensembles de données proxy climatiques de différents types et longueurs, permettant la reconstitution, dans une haute résolution, des températures de l'hémisphère nord. En 1999, la même équipe améliore la méthode pour couvrir 1 000 ans, produisant ce qui a été surnommé le graphique en crosse de hockey.